# Алімджан Хамід
Алімджа́н Хамі́д (узб. Olimjon Hamid, *12 грудня 1909, Джиззак — †3 липня 1944, Ташкент, Узбецька РСР) — узбецький письменник.

## Біографічні відомості
Народився в Джізаку. Член КПРС з 1942.

## Творчість
Алмімджан Хамід відображав у творах дружбу українців та узбеків («Сльози Роксани», «Другові зі Сходу, що йде на Захід»).
А. Хамід — автор літературно-критичних статей про Навої, Шевченка, Джамбула та ін., перекладач Пушкіна, Шевченка.
Твори
- поема «Ойгуль і Бахтіар» / узб. «Oygul bilan Baxtiyor» (1937),
- поема «Зейнаб і Аман» / узб. «Zaynab va Omon» (1938)
- поема «Сімург» / узб. «Semurgʻ" (1939).

Видання
- Mukammal asarlar toʻplami (5 томів)., Тш.: «Fan», 1975—1984 (узб.)
- твори у кн. «Зі Сходу на Захід»., К., 1947 (укр.)
- А. Хамид Избранное., М., 1951 (рос.)
- А. Хамид. Стихи., М., 1957 (рос.)